# Zahumlia
Zahumlia o Zachlumia (serbio y croata: Zahumlje; cirílico: Захумље), también conocido como la Tierra de Hum y Chelm, fue un principado medieval que abarcaba parte de Herzegovina (actual Bosnia y Herzegovina), y el sur de Dalmacia (la actual República de Croacia). Existe desacuerdo entre los historiadores serbios y croatas sobre el origen serbio o croata de sus habitantes. 

## Etimología
El territorio sureslavo de Zahumlia (Zahumlje) debe su nombre a la montaña de Hum, en Bosnia (za + Hum "debajo del Hum"), en la desembocadura del río Buna en el Neretva. Hum, a su vez, deriva su nombre del latín vulgar (valaco) culme (latín: «culmen»), que significa "colina".

## Referentes históricos
En una de las obras más fiables de la época, De administrando imperio, escrita por el emperador bizantino Constantino VII, se cita en primer lugar a Zahumlia como una tierra de Croacia, y posteriormente como una tierra serbia. El cronista veneciano Juan el Diácono (m. 1009) dice que en 912, durante el gobierno de Mihailo, Zahumlia era parte del territorio habitado por los croatas.
El historiador bosniocroata Dominik Mandić señala que Zahumlia y Travunia pertenecían desde tiempos remotos al pueblo croata. Según el mismo, el emperador bizantino Manuel I Comneno tomó la región en 1165, y posteriormente, para ganarse la adhesión de los serbios (Rascia), ofreció a los hermanos de su gobernante Stefan Nemanja algunas de sus posesiones, encomendando el gobierno de Travunia a Stracimir y el de Zahumlia a Miroslav.

## Historia

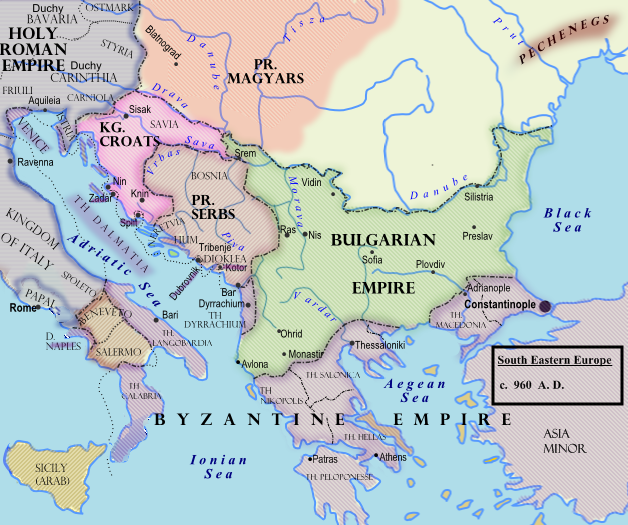
Unificación de las tribus serbias bajo Časlav Klonimirović, hacia 960.

El Gran Principado o Županato de Zahumlia fue fundado en 850, tras una importante victoria del Knez Vlastimir (descendiente del Arconte desconocido que lideró a los protoserbios en su llegada a los Balcanes) durante las guerras búlgaro-serbias. En 869, el emperador bizantino Basilio I convenció a las tribus serbias del interior para unirse a ellos, junto con Zahumlia y Travunia, en una alianza contra los sarracenos.
El Gran Župan de Rascia Petar Gojniković, de la Casa de Vlastimirović, comenzó a expandir su reino a expensas de Zahumlia a finales del s. IX, situando el Gran Principado de Zahumlia como un feudo serbio. Petar se encontraba negociando en Pagania con los bizantinos una alianza contra los búlgaros cuando el príncipe Miguel conspiró contra él e informó del hecho a los búlgaros del rey Simeón I. Este depuso a Petar, y Mihailo se consolidó como Gran Župan. Miguel de Zachlumia estableció una alianza con Simeón I de Bulgaria y reinó pacíficamente, pese a su turbulenta relación con el vecino estado serbio de Rascia. Zahumlia se encontraba bajo la influencia de Croacia, pero seguía siendo una entidad política separada. Tras la muerte de Simeón I, Mihailo decidió estrechar relaciones con el Imperio bizantino, lo que significó el retorno de los serbios, a través de Časlav Klonimirović (último soberano de la casa Vlastimirović) y hacia 927 su integración en los territorios bajo soberanía serbia, junto con Doclea, Travunia, Rascia y Pagania, siempre bajo la influencia del Imperio bizantino.
En 1034, el príncipe Stefan Vojislav se sublevó contra los bizantinos, y logró la independencia del Principado de Zeta, que fusionó con Zahumlia y Travunia. Su hijo y sucesor, Mihailo, normalizó sus relaciones con el imperio.
Hacia 1150, y bajo el gobierno de Desa I Urošević (considerado por algunos el padre de Stefan Nemanja) se unificó el estado serbio, que bajo Nemanja se transformaría en el incipiente Reino de Serbia, considerado predecesor de la Serbia moderna. Su separación se produjo tras la caída del Imperio serbio (1371), y en el siglo XV se convirtió en parte del ducado de Herzegovina.

## Cultura
El Evangelio de Miroslav, escrito en 1180, es el más antiguo documento escrito en serbio cirílico. El manuscrito data del reinado de Miroslav, Gran Príncipe del Hum, que era el hermano del rey Stefan Nemanja y gobernante de las tierras de Hum. Este manuscrito está considerado el documento más precioso y más importante del patrimonio cultural de Serbia, y forma parte desde 2005 del Registro de la Memoria del Mundo de la UNESCO.